# Cadillac Fleetwood
El Cadillac Fleetwood es un automóvil del segmento F producido por la marca estadounidense Cadillac entre los años 1985 y 1996 y como versión limitada desde 1998 hasta 1999. Después de 20 años sin ningún automóvil en la gama, el Fleetwood cuenta con un sucesor, el Cadillac CT6.
Cabe destacar que la versión limitada del Fleetwood incorporaba características del DeVille.

## Historia

### Primera generación (1985-1992)

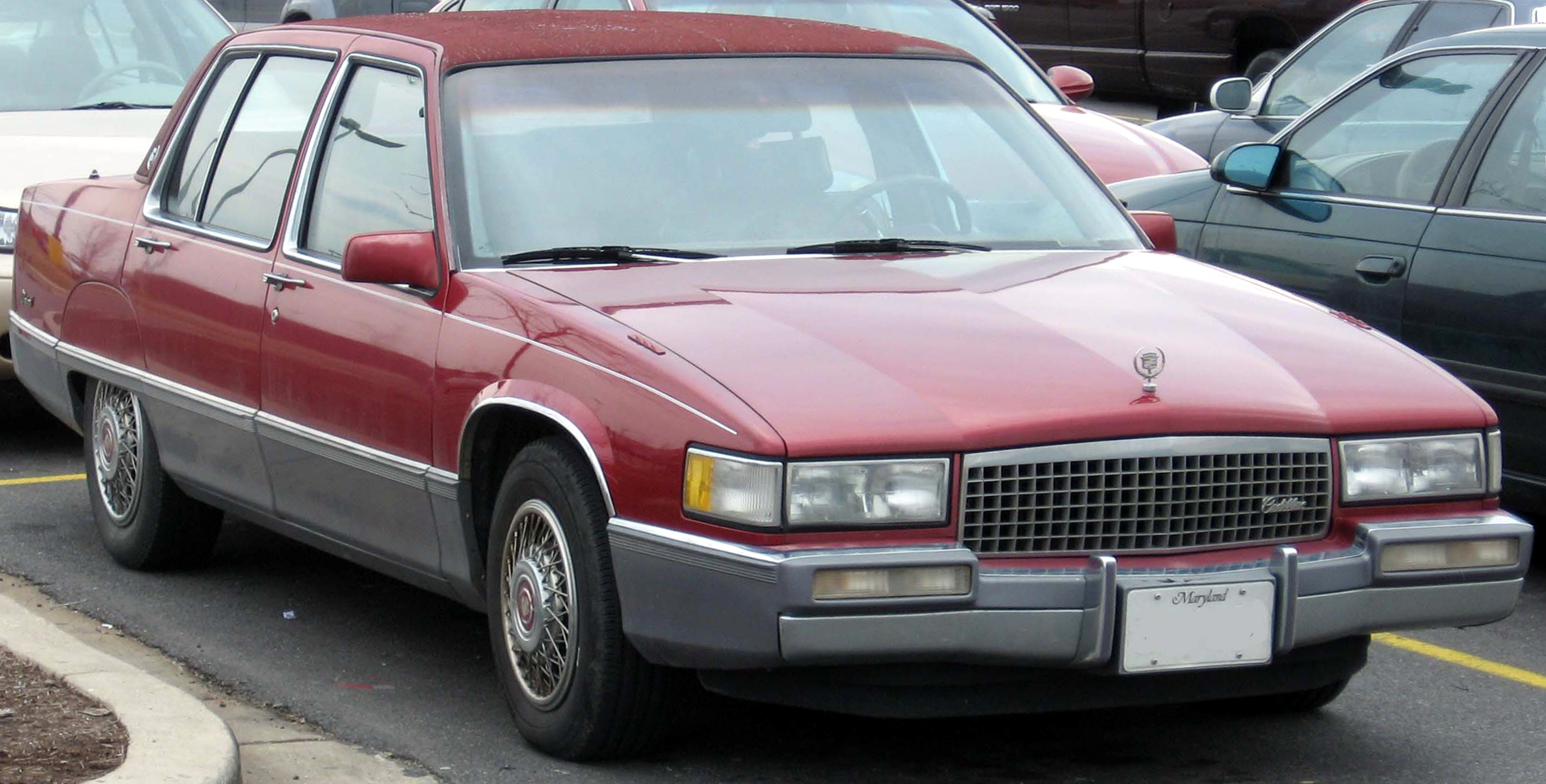

El Fleetwood de primera generación compartió la misma base que el Cadillac DeVille, el Buick Electra y el Oldsmobile 98. El Fleetwood Brougham continuó utilizando una plataforma C de tracción delantera (rediseñado como plataforma D en 1985) hasta 1986.
En 1988, el motor V8 Cadillac HT4100 4.1 L de cilindrada fue reemplazado por el Cadillac V8 HT-4500 4,5 L. Este último fue sustituido en 1991 por Cadillac V8 HT-4900 4,9 L.

### Segunda generación (1993-1996)

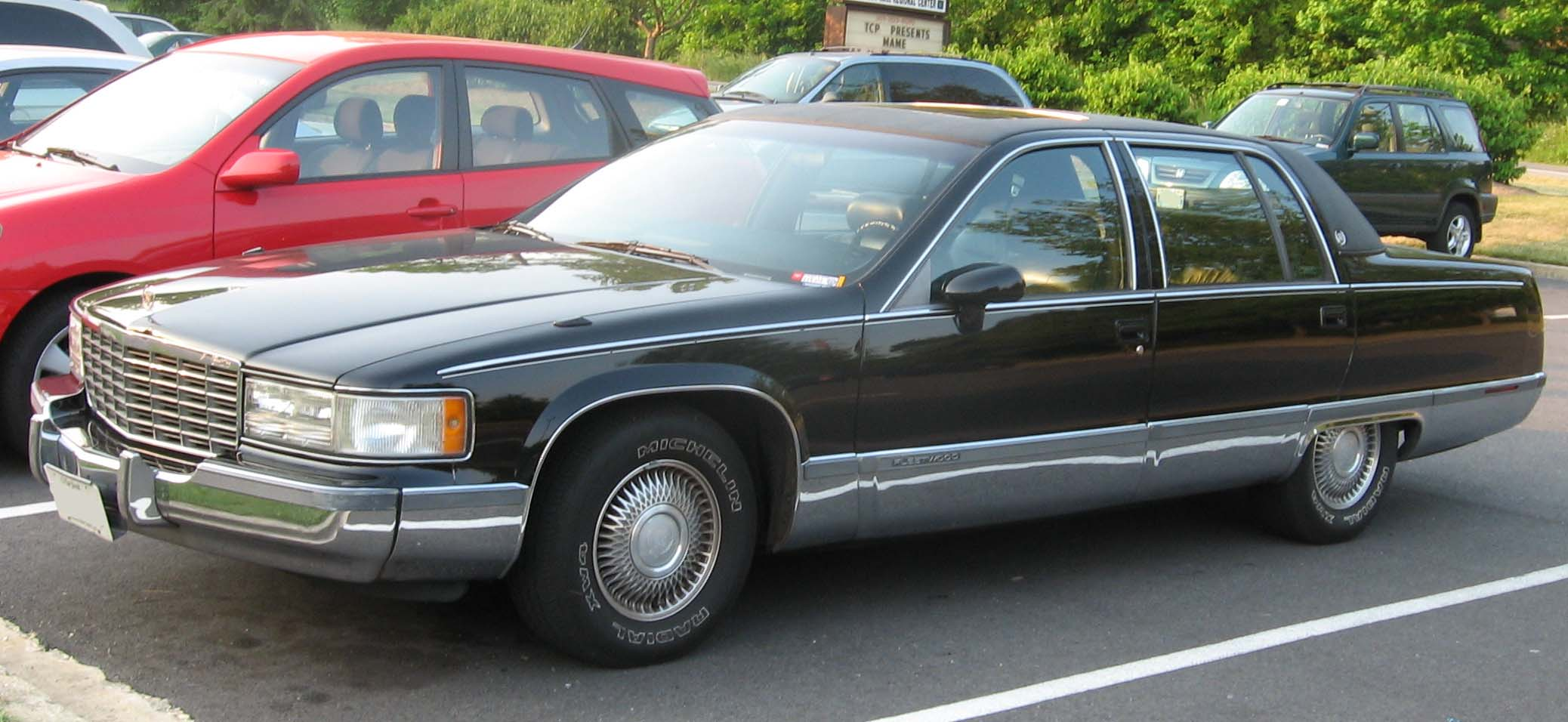

En 1993 fue substituida la plataforma de tracción delantera (plataforma C) (que compartía con el sedán DeVille) por la plataforma D de tracción trasera, de los primeros hechos en América. 
En 1994, Cadillac utilizó el motor LT1 de 5.7 litros derivado del Chevrolet Corvette que desarrollaba 260 CV de potencia junto con la nueva transmisión automática 4L60E. Entre 1993 y 1996, se utilizó el chasis comercial Fleetwood en lugar del DeVille para la mayoría de los autobuses y limusinas funerarias producidos durante estos años. El Fleetwood fue retirado por General Motors junto con todos los demás sedanes de tracción trasera después de 1996 y la planta de ensamblaje se convirtió en producción de camionetas tales como el Chevrolet Suburban o el Chevrolet Tahoe debido a la creciente demanda de los SUV's.
Con una longitud total de 5.720 mm, el Fleetwood fue el automóvil más largo hecho en el continente americano hasta el año.

### Serie limitada (1998-1999)

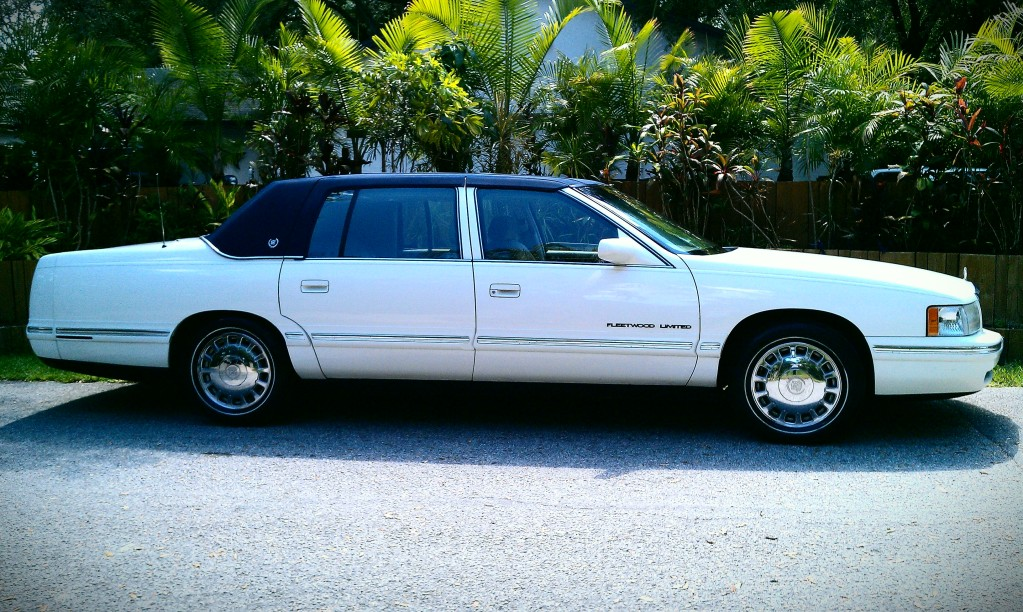
Cadillac Fleetwood Limited

Existió una versión limitada del Fleetwood producida en el Superior Coach Company como Cadillac Fleetwood Limited. Hubo un total de 781 unidades.
La mayoría de los equipos en estos automóviles de producción limitada vienen de serie. La breve lista de opciones incluía toques cosméticos exteriores como faldas de guardabarros, adornos dorados y la opción de tratamientos de techo. En el interior, las opciones disponibles eran mesas de escritura traseras, reposapiés y combo TV / DVD.